# Баллотта, Марко
Ма́рко Балло́тта (итал. Marco Ballotta; 3 апреля 1964, Казалеккио-ди-Рено, Эмилия-Романья) — итальянский футболист, вратарь. Самый возрастной игрок, выходивший на поле в Серии A и Лиге чемпионов УЕФА. В конце карьеры играл в клубе восьмого итальянского дивизиона «Калькара», причём на позиции форварда.

## Первые годы
Марко родился в коммуне Казалеккио-ди-Рено, регион Эмилия-Романья. Баллотта присоединился к молодёжной системе клуба «Болонья», прежде чем дебютировать во «взрослом» футболе в родном клубе «Бока Лаццаро». В 1984 году, летом, он присоединился к «Модене», где он оставался в течение следующих шести лет. В январе 1991 года он был продан в «Чезену», но оставался там только в течение шести месяцев, прежде чем был куплен «Пармой», также играющей в Серии А.
Баллотта был в отличной форме в течение сезона 1992/93, а «Парма» выиграла Суперкубок УЕФА, Кубок Кубков и заняла третье место в чемпионате. Тем не менее, в следующем сезоне он не был столь успешен и провел за клуб только три матча в сезоне. Он принимал участие в победе над «Миланом» в Суперкубке УЕФА в двух матчах с общим счетом 2:1, но в Кубке Кубков на поле вышел другой вратарь «крестоносцев» — Лука Буччи.

## Рекорды футбольного долголетия
- Рекорд самого возрастного игрока, выходившего на поле в матчах итальянской Серии А Баллотта побил 23 октября 2005 года, когда в возрасте 41 года, 6 месяцев и 20 дней сыграл в римском дерби между «Ромой» и «Лацио». Предыдущий рекорд принадлежал легендарному итальянскому вратарю Дино Дзоффу, который 15 мая 1983 года выходил на поле в 41 год, 2 месяца и 17 дней[5]. С тех пор каждый его выход на поле фактически являлся обновлением собственного достижения. Последний раз вышел на поле в Серии A 11 мая 2008 в возрасте 44 лет и 38 дней.
- Рекорд самого возрастного игрока, выходившего на поле в матчах Лиги чемпионов УЕФА, Баллотта побил 18 сентября 2007 года, когда в возрасте 43 лет и 168 дней сыграл против греческого «Олимпиакоса»[6]. Предыдущий рекорд принадлежал также итальянцу, бывшему игроку «Милана» Алессандро Костакурте, который 21 ноября 2006 года сыграл против греческого же АЕКа в 40 лет и 211 дней. Последний раз он сыграл в этом турнире 11 декабря 2007 года против мадридского «Реала» на «Сантьяго Бернабеу», когда ему было 43 года, 8 месяцев и 8 дней.

## Достижения
«Модена»
- Чемпион Серии С: 1985/86, 1989/90

«Парма»
- Обладатель Кубка Италии: 1991/92
- Обладатель Кубка кубков: 1992/93
- Обладатель Суперкубка УЕФА: 1993

«Лацио»
- Чемпион Италии: 1999/00
- Обладатель Кубка Италии: 1997/98 1999/00
- Обладатель Суперкубка Италии: 1998
- Обладатель Кубка кубков: 1998/99
- Обладатель Суперкубка УЕФА: 1999